# كوميديا

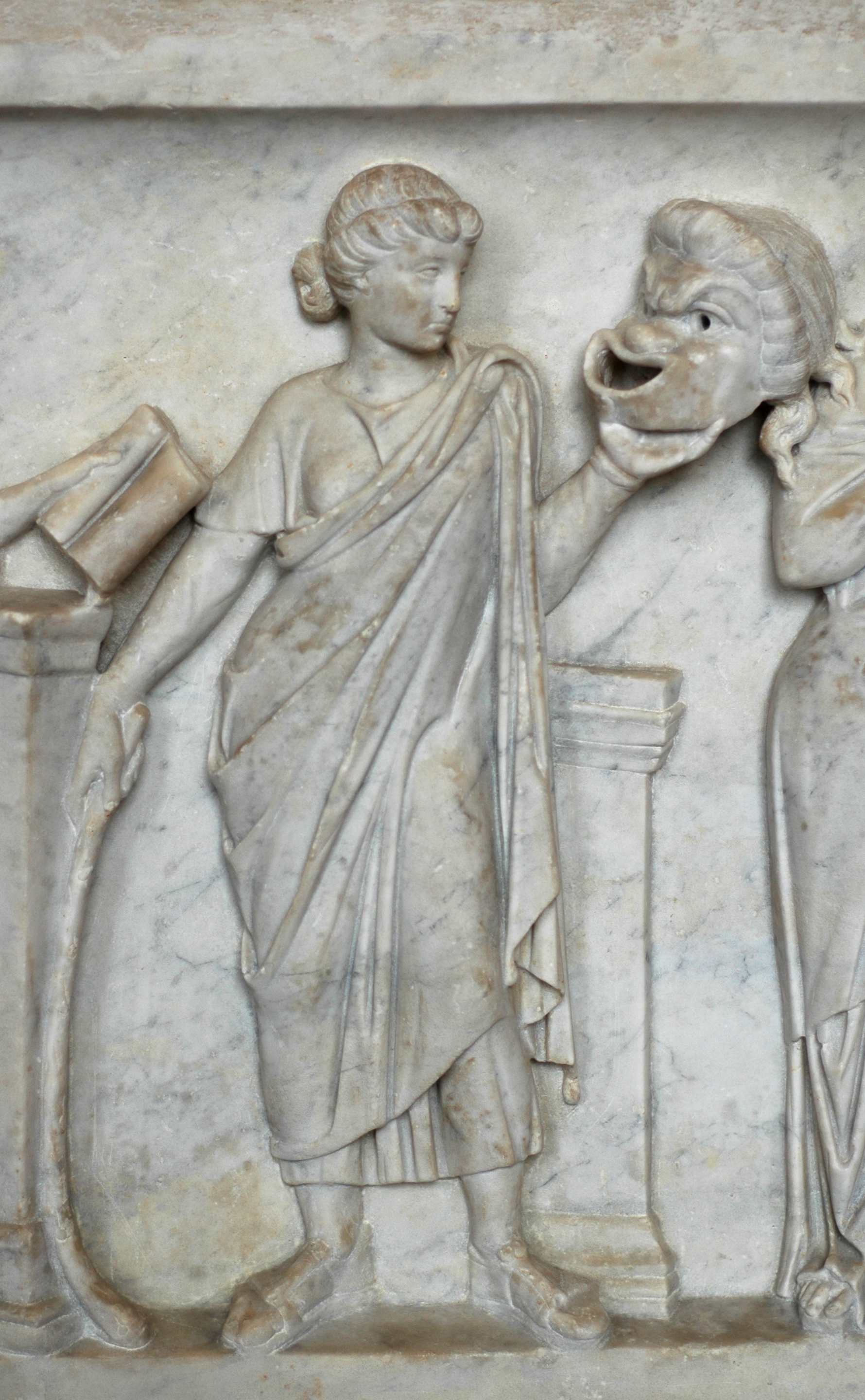

الكوميديا أو المَلهاة هو نوع من أنواع التشخيص الجميل أو التمثيل، بتجسيد شخوص معينة في صور وقوالب مرحة من صنع المفارقات وتكون عروضا مسرحية في الغالب أو من خلال المرناة أو التلفاز وربما أستعين بالإذاعة أو السينما، والمسرحية مثلا ذات طابع خفيف تكتب بقصد التسلية، في فصول سهلة تبنى على المفارقة أو هي عمل أدبي تهدف طريقة عرضه المرحة إلى إحداث الشعور بالبهجة أو بالسعادة. وقد نشأت الكوميديا وأدب الملهاة من مفارقات الأحداث وذلك في أوروبا من الأغاني الجماعية الصاخبة، ومن الحوار الدائر بين الشخصيات التي تقوم بأداء شعائر الخصوبة في أعياد الإله ديونيسيوس ببلاد اليونان، وهي الأعياد التي تمخض عنها فن الدراما أو فن صنع المفارقة مبهجة كانت أو مروعة من الكوميديا الملهاة أو التراجيديا المأساة وكلها من ضمن أسلوب الإقناع. وتعد مسرحيات أريستوفان من أروع الأمثلة على فن الكوميديا القديمة في اليونان. أما فن الكوميديا الحديثة فيمثله ميناندر، الذي نسج على منواله كل من بلاوتس وترنس. وفي إنجلترا امتزج التقليد الذي سارت عليه من استعمال الفصل الإضافي في أثناء المسرحية بالمسرحيات الكوميدية الكلاسيكية في الأدب اللاتيني، في القرن 16 حتى بلغت المسرحيات الكوميديا الرومانسية في عصر الملكة إليزابيث ذروتها على يد ولَْيَم شكسبير. أما في فرنسا فقد مزج موليير بين المسرحيات الكلاسيكية وما لها من تأثير، وبين المسرحيات التي أطلق عليها اسم «كوميديا الفن». وأسفرت الحركة المعادية للمسرحية الكوميدية في إنجلترا في عصر «عودة الملكية» والتي كان من أبرز كتابها كونجريف وويتشرليي، عن ظهور الكوميديا التي تتسمى بالإغراق في الانفعالات والعاطفة. وفي أواخر القرن 18، ظهرت المسرحيات الكوميدية الساخرة على يد جولدسميث وشريدان، وتابع أوسكار وايلد كتابة المسرحيات الكوميدية التي تدور حول سلوك الناس وأخلاقهم، وذلك في القرن 19. وقد برز في كتابة الكوميديا الاجتماعية في العصر الحديث كل من بنيرو، وشو، وموم، ونويل كوارد، والكوميديا في أفلام التلفزيون أو السينما (دور الخيالة)، تكون به أحداث مضحكة أو نهاية سعيدة. يمكن للملهاة (الكوميديا) أيضاً بأن تكون النكت التي يقولها الناس لبعضهم البعض أو القصص المضحكة، ويقال بأنها بدأت على يد الإغريق منذ عصر اليونان القديمة. يسمى الأشخاص الذين يمثلون الكوميديا بالكوميديين. يعد وليم شكسبير وموليير من بين المشاهير الذين كتبوا عروضاً كوميدية.
وقد عرفت الملهاة (الكوميديا) بأسماء مختلفة فالبعض سماها بالعبث وآخرين أسموها بالقشمرة (كما في تركيا) حيث يسمى الممثل الكوميدي بالقشمري.

## تاريخ
البداية التاريخية للملهاة (الكوميديا) كانت في الإغريق، في أعياد الإله «ديونيسوس» الذي يعتبر أنه إله الخصب والخمر... فكانت تقام لهذا الإله عيدان، وقت زرع البذور ووقت حصاد العنب... إنها طقوس دينية لتمجيد هذا الإله وتقديم القربان... ففي عيد الحصاد تقدم الاحتفالات الحزينة... لأن الإله سوف يموت مع الثمر... وفي أعياد الزرع فإن الاحتفالات تكون سعيدة لأن الإله سوف يحيا من جديد مع الزرع، لأنه إله الخصب... في هذه الأعياد السعيدة يبدأ الناس في الغناء والسخرية وتبادل النكات البذيئة، والنساك كانوا يحملون شعار إله الخصب (عبارة عن عصا طويلة في نهايتها قضيب رجل (الجهاز التناسلي) للدلالة على الخصوبة) ومن هنا بدأت الملهاة (الكوميديا)... والتي تعني تفل العنب، لأن المحتفلين كانوا يضعون تفل العنب على وجوههم.

## أنماط الكوميديا
للملهاة أنماط عدة مثل: الهجاء أو الدراما الهجائية (Satire)، التي تهاجم الأفكار والعادات والأخلاقيات والمؤسسات الاجتماعية مهاجمة تتسم بخفة الدم (الظرف) والسخرية أو التهكم (Sarcasm). ونوع الهزل (Farce) الذي يُستهزأ فيه بالحياة بابتكار مواقف عبثية وشخصيات مبالغ فيها.
ومنها المحاكاة الساخرة (Burlesque) التي تتضمن السخرية من الأعمال الفنية الأخرى بالكاريكاتير والمحاكاة التهكمية (Parody). ومنها أيضاً الكوميديات السوداء أو القاتمة، وهي الأعمال الكوميدية ذات المذاق السيّئ التي يجد الجمهور صعوبة في تقرير ما إذا كان عليهم أن يهاجموها، أو الانصراف عنها أو الضحك عليها بشكل صاخب.

## بعض أساليب الإضحاك
يستعمل صانعو الضحك عادة طريقة مجربة لاستثارة الضحك عند الجماهير، والحق أن هذه الطريقة لم تعد تضحك الكثيرين إلا إذا صيغت بحرفية أكبر أو كانت ممن يحسن توظيفها واختيار مفرداتها وهي تعتمد في جانب كبير على عنصر المفاجأة، ذلك العنصر المحوري في صناعة الضحك.
هذه الطريقة التقليدية تستند على تغيير حجم أو موضع أو وظيفة ما يراد الضحك منه.
مثال: إخراج ممثل موزة بحجم عود الكبريت من جيبه يثير ضحك كثيرين، وهذا تغيير الحجم.
ووضع موزة في رف مكتبة بجانب كتب مثير للضحك كما أن رؤية مراقب خط في مباراة يرفع موزة بدل الراية للتنبيه على حالة تسلل لاينكر أثره في مشاهدين كثر.
هذا الأسلوب يمكن استخدامه بحرفية أكثر وبتركيب أحداث وإشغال المشاهد وجعله دائم الترقب وبتهيئته لفهم السياق لتفاجئه بمشهد يستخدم هذا الأسلوب مع ممثل يتجرعه الجمهور نخرج بنتيجة مرضية لكن الكوميديا ليست حكرا على هذه الطريقة.

## أنواع الملهاة (الكوميديا)
هنالك العديد من الأنواع للملهاة، من بينها الملهاة الرخيصة حيث يقوم الكوميديون بأداء أعمال سخيفة مثل السقوط أو إحراج الآخرين مما قد يسبب الضحك. ومن الأنواع المعروف كوميديا الوقوف، حيث يقف المؤدي الكوميدي أمام الناس ويخبرهم بالنكت والقصص المضحكة، وهي مهنة لدى البعض أو مجرد هواية.
الأفلام الكوميدية ذات شعبية كبيرة في هذه الأيام، ولها أنواع عديدة. منها الدراماديا وهي الدراما الكوميدية، والكوميديا الرومانسية التي تسمى بالإنجليزية "rom-coms". كما يوجد في العديد من البلدان نوع من المسلسلات التلفزيونية الكوميدية والتي تعرف بـكوميديا الموقف "sit-coms"، والتي تكون مليئة بالمواقف المتتالية المضحكة، وهي أيضاً ذات شعبية لدى شريحة كبيرة من الناس.

## المسلسلات الكوميدية
تحتل المسلسلات الكوميدية مكانة ومنزلة عالية في التلفاز، كما أنها تجذب عدداً كبيراً من المشاهدين، خاصة الأشخاص الذين يحبون الضحك، بعضها تكون مخصصة للأطفال وبعضها تعليمية، من أشهرها مسلسل فريندز والمسلسل السوري مرايا وبقعة ضوء والمسلسل العربي السعودي طاش ما طاش، كما لا تخلو الدراما والأفلام والأكشن من بعض الكوميديا.

## وسائل الإعلام الجماهيرية

### المؤلفات
- رواية هزلية
- شعر ترفيهي
- Comedic journalism

### الأفلام
- فيلم كوميدي
  - فيلم كوميدي
  - Gross-out film
  - فيلم محاكاة تهكمية  [لغات أخرى]‏
  - كوميديا رومانسية
  - Screwball comedy film
  - Slapstick film

### تسجيل الصوت
- Comedy album

### التلفاز والإذاعة
- برامج تلفزيون كوميدية  [لغات أخرى]‏
  - كوميديا الموقف
- Radio comedy

#### شبكات كوميدية
- British sitcom
- British comedy
- كوميدي سنترال – A television channel devoted strictly to comedy
- Comedy Nights with Kapil – An Indian television program
- German television comedy
- List of British TV shows remade for the American market
- Paramount Comedy (Spain)
- Paramount Comedy  [لغات أخرى]‏ 1 and 2.
- TBS (TV network)
- The Comedy Channel (Australia)
- The Comedy Channel (UK)
- The Comedy Channel (United States) – merged into كوميدي سنترال.
- HA! – merged into كوميدي سنترال
- CTV Comedy Channel, a Canadian TV channel formerly known as The Comedy Network.
- Gold
- Sky Comedy